# Marina Dobbert

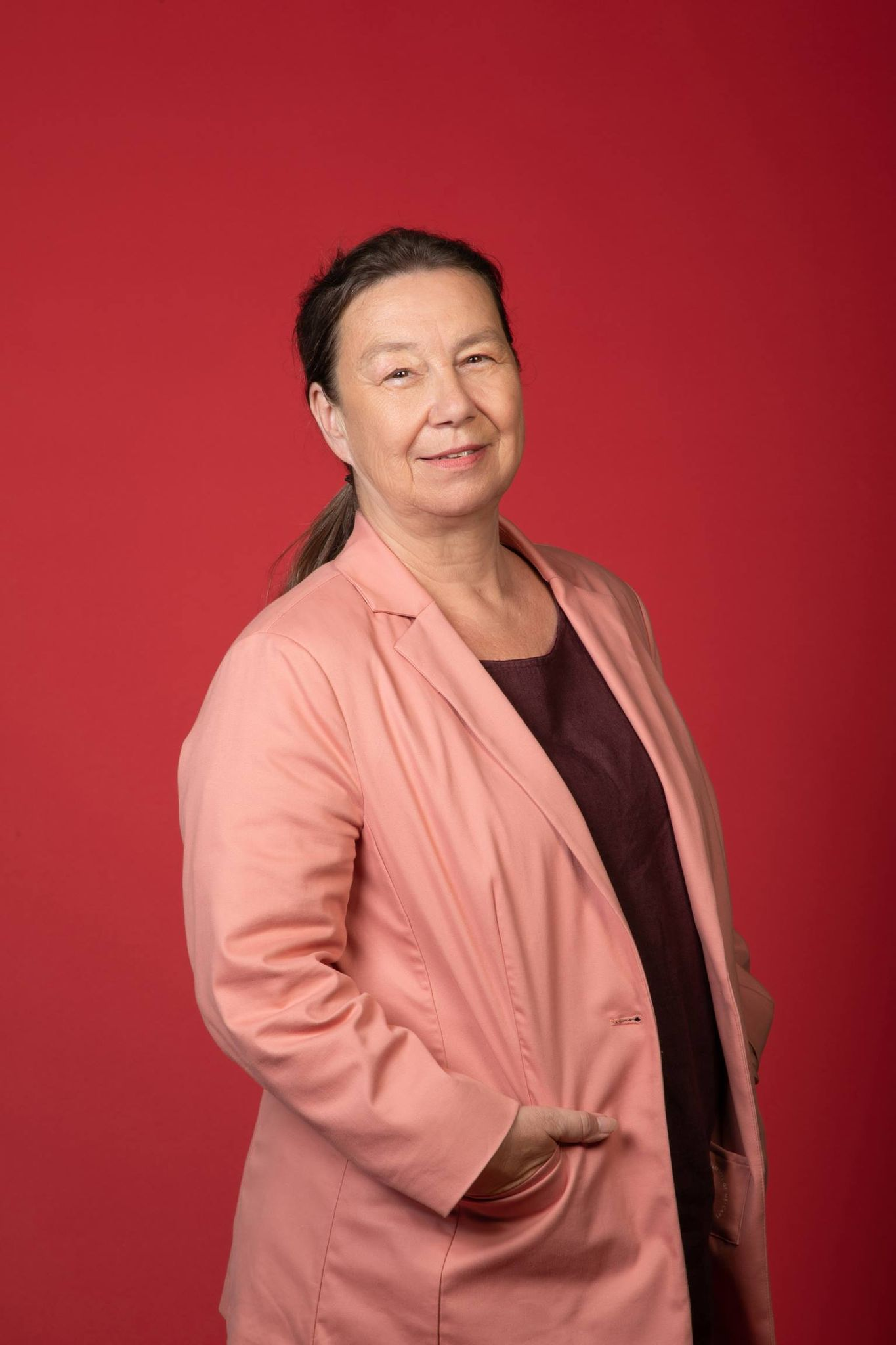
Marina Dobbert (2021)

Marina Dobbert (* 10. Februar 1958 in Leipzig) ist eine deutsche Arbeitsvermittlerin und ehemalige Politikerin (SPD). Vom 1. Juni 2021 bis zum 31. Mai 2022 war sie Abgeordnete im Landtag von Nordrhein-Westfalen.

## Biografie
Marina Dobbert wuchs in Solingen auf. Von 1977 bis 1979 absolvierte sie eine Ausbildung zur Reiseverkehrskauffrau in Düsseldorf in einem Gewerkschaftsunternehmen. Von 1986 bis 1988 holte sie ihr Abitur auf dem zweiten Bildungsweg per Telekolleg nach. Von 1990 bis 1994 studierte sie Sozialpädagogik mit staatlicher Anerkennung.
Sie war Fraktionsmitarbeiterin der SPD-Fraktion im Stadtrat von Solingen, Referentin des Solinger Landtagsabgeordneten Ernst Martin Walsken, Dipl.-Sozialpädagogin in einem AWO-Projekt für Frauen, ebenso in der Jugendwerkstatt der Stadt Monheim. Seit 2000 ist sie Arbeitsvermittlerin in der Arbeitsagentur Solingen-Wuppertal, wo sie für ihre Mandatswahrnehmung beurlaubt war.
Sie war Jugendschöffin und Hauptschöffin. Von 2017 bis zur Übernahme ihres Mandats war sie ehrenamtliche Richterin am Sozialgericht Düsseldorf. Von 1999 bis 2009 war sie Schöffin am Jugendgericht. Sie lebt in Solingen-Ohligs, ist verheiratet und hat zwei Söhne.

## Politik
Marina Dobbert ist seit 1983 Mitglied der SPD und war und ist in unterschiedlichen kommunalpolitischen Funktionen und Mandaten tätig. Sie war für 15 Jahre Bezirksvertreterin in Solingen Ohligs/Aufderhöhe/Merscheid. Sie ist langjährige sachkundige Bürgerin im Sportausschuss der Stadt Solingen. Seit März 2023 ist sie Nachrückerin als Ratsmitglied im Solinger Stadtrat.
Nachdem sie bei der Landtagswahl 2017 im Wahlkreis Solingen I das Direktmandat verpasst hatte, rückte Dobbert am 1. Juni 2021 für den zurückgetretenen SPD-Abgeordneten Rüdiger Weiß nach. 2022 konnte sie ihren Wahlkreis erneut nicht gewinnen und verpasste auch über die Landesliste den Wiedereinzug in den Landtag.
Sie war ordentliches Mitglied des Ausschusses für Europa und Internationales sowie des Ausschusses für Schule und Bildung.

## Mitgliedschaften
Dobbert ist seit 1977 Gewerkschaftsmitglied. Sie war Personalrätin der Arbeitsagentur Solingen bzw. Solingen – Wuppertal für Ver.di.